# Хубертус Гогенцоллерн
Хубертус Гогенцоллерн (полное имя — Хубертус Густав Адольф Георг Мейнрад Мария Александр) (род. 10 июня 1966) — немецкий принц из дома Гогенцоллерн-Зигмаринген. Младший сын принца Иоганна Георга Гогенцоллерна и его жены, шведской принцессы Биргитты, сестры короля Швеции Карла XVI Густава.

## Биография
Принц Хубертус родился в Мюнхене (земля Бавария).
В 2000 году он женился на Ута Марии Кениг (род. 25 февраля 1964, Трир). Их гражданское бракосочетание состоялось 10 июля 2000 года в Грюнвальде (Бавария), а церковный брак — в Пальма-де-Майорке (Испания). У них двое детей:
- Принц Леннарт Карл Кристиан Гогенцоллерн (род. 10 января 2001, Мюнхен — 14 января 2001, Мюнхен)
- Принцесса Вивианна Гогенцоллерн (род. в мае 2009, Мюнхен)

Хубертус Гогенцоллерн живет в Мюнхене. Он работает в компании «ARRI Group», ведущем мировом производителем и дистрибьютором, специализирующимся на производстве киносъёмочного оборудования.

## Титул
- 10 июня 1966 — настоящее время — Его Светлость Принц Хубертус Гогенцоллерн.